# 诺基亚N8
諾基亞 N8是諾基亞公司首部Symbian ^ 3 作業系統的诺基亚N系列智能手機。其為首部具備1200萬像素相機的手機，同時具備手勢識別。連接功能包括：HDMI輸出，USB ON - The - Go和Wi - Fi 802.11 B / G / N。在初步市場營銷階段，諾基亞N8有“iPhone 4殺手”的綽號，同時成為2010年公司的旗艦產品。

## 規格

### 尺寸
- 尺寸 (高x寬x厚)：113.5 x 59 x 12.9 (最薄)/13.3  (最厚) 毫米
- 重量 (含電池)：135 克
- 體積：86 立方厘米

### 顏色
- 六種顏色，包括：銀白色、深灰色、藍色、粉紅色、橙色、綠色
- 鍍鋁外殼

### 設計

#### 顯示及用戶介面
- 3.5" 16:9 nHD (640 x 360 像素)1,670 萬色AMOLED電容式多點觸控屏幕
- 屏幕轉向感應器 (加速計)
- 指南針 (磁力計)
- 近距感應器
- 環境亮度感應器

#### 個人化
- 多達6 個可自訂主頁︰
  - 功能表
  - 小工具
  - 主題
  - 捷徑
  - 圖標
- 自定操作模式
- 鈴聲：mp3、AAC、eAAC、eAAC+、WMA、AMR-NB、AMR-WB
- 短片鈴聲
- 佈景主題
  - 背景圖案
  - 屏幕保護程式
  - 聲音主題
  - 預設主題
  - 可轉換的色彩主題

#### 鍵盤及輸入方法
- 實體鍵：功能表鍵、電源鍵、鎖定鍵、音量鍵、相機鍵
- 手指觸控，支援文字輸入和 UI 管理
- 屏幕字母與數字鍵盤及全鍵盤
- 專屬相機及音量鍵
- 可使用電容式觸控筆
- 中文手寫識別

### 硬件

#### 電源管理
- BL-4D 1200 mAh 鋰離子電池
- 通話時間 (最長)：720 分鐘(GSM)；350 分鐘(WCDMA (3G))
- 待機時間 (最長)： 390 小時(GSM)；400 小時(WCDMA (3G))
- 短片播放時間 (H.264 720p、每秒 30 格、最長)：7 小時 (透過 HDMI 連接至電視)
- 短片拍攝時間 (H.264 720p、每秒 25 格、最長)：3 小時 20 分鐘
- 視訊通話時間 (最長)：160 分鐘
- 音樂播放時間 (離線模式、最長)：50 小時

#### 記憶體
- 內置記憶體：16 GB
- 支援高達 32 GB 外置 MicroSD 記憶卡 (隨插即用)
- 可使用 USB 大量記憶裝置儲存相片、文件及更多內容

#### 操作頻率
- GSM/EDGE 850/900/1800/1900
- WCDMA 850/900/1700/1900/2100
- 自動轉換 WCDMA 與 GSM 操作頻率
- 飛行模式

#### 數據網絡
- GPRS/EDGE B 級，多槽級別 33 級
- HSDPA Cat9，最高速度達 10.2 Mbps，HSUPA Cat5 2.0 Mbps
- WLAN IEEE802.11 b/g/n

#### 連接
- 藍牙 3.0
- HDMI
- 2 毫米充電連接器
- 微型 USB 連接器和充電
- 高速 USB 2.0 (微型 USB 連接器)
  - USB 直連
- 3.5 毫米 AV 連接器
- 可作數據機使用
- 短距離FM 傳送機(不適用於香港)

### 軟件及應用程式

#### 軟件平台及用戶介面
- Symbian^3/Symbian Anna/Nokia (Symbian) Belle操作系统
- 適用於 Symbian 的 Java Runtime 2.2
- Qt 4.7.3，Web Runtime 7.2，HTML 4.14.1
- 空中/網上傳送實現韌體更新 (FOTA / FOTI) 及獨立應用程式傳送常保軟件處於最新狀態
- Flash Lite 4.0
- OMA DM 1.2，OMA Client provisioning 1.1

#### 個人資訊管理 (PIM)
- 聯絡人詳細資訊
- 日曆
- 待辦事項
- 記事簿
- 錄音機
- 計算機
- 時鐘
- 支援 Microsoft Outlook 同步通訊錄、日曆及記事簿

#### 應用程式
- 主要應用程式：
  - 日曆
  - 通訊錄
  - 音樂播放器
  - 互聯網
  - 訊息
  - 相片
  - Nokia商店
  - 地圖
  - 短片
  - 網絡電視
  - Office 文件編輯器
  - 短片及相片編輯器
  - 電郵
  - 聊天
  - 收音機
- 電腦應用程式：
  - Nokia 電腦端套件
  - Nokia 播放器
- Mac 應用程式：
  - iSync
  - Nokia Multimedia Transfer

### 通訊

#### 電郵與訊息
- 易於使用的電郵用戶端，支援.doc、.xls、.ppt、.pdf、.zip 等格式的圖像、短片、音樂及文件附件
- 支援 HTML 電郵
- 適用於多種通訊協定的統一電郵用戶端：
  - Yahoo!® Mail
  - Gmail™
  - Windows Live™
  - Hotmail 及其他熱門 POP/IMAP 服務
  - Mail for Exchange
  - IBM Lotus traveler
- 編輯主要辦公文件
- 首頁畫面上適用的電郵網絡小工具
- 聊天即時訊息支援：聊天應用程式、Yahoo、AIM、Windows Live、Gtalk, MySpace*
- 統一的 MMS/SMS 編輯器
- SMS 對話顯示
- 電郵及即時訊息提供推送電郵及擴大網站支援

#### 通話管理
- 通訊錄：進階通訊錄數據庫可支援在每條記錄下儲存多個電話與電郵資料，並可附加個人縮小圖片及短片
- 醒目撥號，快速尋找電話號碼
- 單鍵撥號、語音撥號 (非特定語者) 及語音指令
- 已撥、已接及未接電話記錄
- 會議通話
- 內置免提喇叭
- 視訊通話

### 分享及上網

#### 網路瀏覽
- 實時瀏覽完整網頁
- 觸控式網絡瀏覽
- 支援的標示語言：HTML、XHTML、MP、WML、CSS
- 支援的協定：HTTP v1.1、WAP
- 支援 TCP/IP
- 支援可視化記錄、HTML 及 JavaScript
- Flash Lite 4 支援大部份 Flash Player 10.1 內容
- Nokia Mobile Search
- RSS 閱讀器
- 支援串流短片
- 透過 Nokia 社交客戶端從首頁畫面統一存取 Facebook 和 Twitter
- 電話通訊錄中顯示社交網站資料
- 透過 Nokia 社交用戶端上傳並檢視相片和短片，查看位置
- 電話日曆中顯示社交網站事件

### 導航

#### GPS 及導航
- 內置 GPS 及 A-GPS 接收器
- 配備免費行人及駕駛語音導航的 Nokia 地圖
- Wi-Fi 網絡定位
- 指南針及加速器，顯示正確方向
- 用 Nokia 電腦端套件免費獲取用於 Nokia地圖的最新國家/地區地圖

### 手機攝影功能

#### 相機
- 1200 萬像素，配備 28mm 廣角蔡司光學鏡頭
- 16:9 全屏幕觀景器,具備易用觸控屏參數
- Xenon 閃光燈
- 面部識別軟件
- 自動對焦
- 焦距：5.9 毫米
- FF 參數/光圈：F2.8
- 靜態圖像檔案格式：JPEG/EXIF
- 靜態影像高達 2 倍數碼變焦縮放
- 短片高達 3 倍數碼變焦縮放
- 設有視訊通話用的第二鏡頭 (VGA，640 x 480 像素)

#### 圖像拍攝
- 圖像和短片自動定位標記 (位置標記)
- 自動按照正確方向拍攝圖像
- 在相片圖像檢視器中進行變焦
- 按照標籤、月份、專輯和投影片檢視相片
- 相片編輯器
- 透過連接熱門分享服務，實現線上分享

### 短片

#### 短片拍攝
- 主相機
  - 1200 萬像素，蔡司光學鏡頭
  - 720p 高清解像度
  - 以高清格式拍攝 16:9 短片
- 使用編碼 H.264、MPEG-4 拍攝短片 (720p，每秒 25 格)
- 場景、短片照明、白平衡及色調設定
- 用於視訊通話的副相機 VGA

#### 短片分享及播放
- 透過 HDMI 傳輸線在高清電視上播放 720p 高清短片
- 使用 HDMI 和家庭影院播放時，體驗 Dolby Digital Plus 立體聲效
- 支援下載、串流及漸進式下載
- 短片編輯軟件
- 短片應用程式：可儲存一系列短片
- 隨選網絡電視小工具，觀看本地和全球互聯網串流電視
- 支援 Flash 短片
- YouTube 瀏覽和串流
- 支援視像通話（WCDMA 網絡服務）

#### 短片解碼器及格式
- H.264 (base profile、main profile、high profile)、MPEG-4、VC-1、Sorenson Spark、Real video 10
- 串流：H.264、Flash Lite 4 (短片兼容 Flash 10)、On2 VP6、Sorenson Spark

### 音樂及音訊播放

#### 音樂功能
- 封面流轉用戶介面，瀏覽您音樂收藏內的專輯
- Nokia 音樂播放器
- 音樂轉碼器：MP3、WMA、AAC、eAAC、eAAC+、AMR-NB、AMR-WB、E-AC-3、AC-3
- 比特率高達 320 kbps
- DRM 支援 WM DRM、OMA DRM 2.0

#### 收音機
- 立體聲 FM 收音機 (87.5-108 MHz/76-90 MHz)

### 遊戲
- 使用觸控用戶介面玩遊戲
- 專屬圖形處理器，配備 OpenGL 2.0 啟用 3D 圖形
- Java 遊戲
- 使用加速計玩遊戲

## 引用
1. 1 2 3 4  . Forum Nokia. 2010-04-27  [2010-07-27]. （原始内容存档于2012-04-25）.